# Asplenium finlaysonianum
Asplenium finlaysonianum là một loài thực vật có mạch trong họ Aspleniaceae. Loài này được Wall. ex Hook miêu tả khoa học đầu tiên năm 1854.